# نادي الصداقة التونسي الصيني
نادي الصداقة التونسي الصيني (بالصينية:斯法克斯突尼斯俱乐部) هو من الأندية الثقافية، تأسس في 2 يناير 1981 مدينة صفاقس ، تهيأت ظروف قبل تأسيسه بسنوات، حيث انبعثت خلية الصداقة التونسية الصينية منذ 1978 وبعدها بسنوات انعقدت جلسة عامة تأسيسية تحت إشراف محافظ المدينة (الوالي) تم بمقتضاها تأسيس النادي الذي يُعنَى بالتنشيط الثقافي والرياضي ويهتم بهواية الدي اكس وهي الاستماع إلى الموجات القصيرة. ووَجد دعم معنوي خاصة في العهد البورقيبي، لكن في عهد الرئيس بن علي واجه بعض الصعوبات ورغم ذلك واصل نشاطه. كما اهتم برياضة الووشو الصيني وتعليم اللغة الصينية وساعد على بعث فصل دراسي كنفوشيوسي CRI بوسط مدينة صفاقس بمركز يونفرسال هاوس.
أقام عدة معارض وتظاهرات ثقافية ورياضية تعرف بثقافة وحضارة شعب الصين العريقة، نشاطه الرئيسي هو الاستماع إلى البرامج العربية لإذاعة الصين الدولية والتي كانت تحمل اسم إذاعة بكين وتتم مناقشتها والتعريف بها من خلالها وعبر أثيرها بالحضارة والثقافة في تونس. وقد زارته عدة وفود صينية وحصل النادي على عديد الشهادات والجوائز وآخرها تتويجه كأفضل ناد في العالم خاص بإذاعة الصين الدولية بمناسبة ذكرى تأسيسها السبعين في سبتمبر 2011.
ساهم هذا النادي في دعم وتعزيز روابط الصداقة التقليدية بين الشعبين التونسي والصيني منذ أن تأسست العلاقات بين البلدين في 10 يناير 1964 ويعتبر مركزا دوليا للصداقة العربية الصينية ويوجد مشروع لانصهاره بجمعية الصداقة التونسية الصينية بتونس العاصمة.

## المرجع
1. ↑  "نادي الصداقة التونسية الصينية بصفاقس يحتفل بالذكرى 35 ويكرم موقع الصحفيين". تورس. مؤرشف من الأصل في 2020-04-24. اطلع عليه بتاريخ 2020-04-24.
2. ↑  "تونس والصين.. تواصل الصداقة والتعاون". موقع الصين بعيون عربية. 25 يناير 2018. مؤرشف من الأصل في 2020-04-24. اطلع عليه بتاريخ 2020-04-24.
3. ↑  "نادي الصداقة التونسية الصينية بمنطقة العالية بصفاقس تونس". arabic.cri.cn. مؤرشف من الأصل في 2008-01-13. اطلع عليه بتاريخ 2020-04-24.

صفحة الفايس بوك نادي الصداقة
الموقع الرسمي للنادي 